# Carioco
Carioco és un personatge de ficció de còmic d'humor. Es va publicar per primera vegada al número 112 de la revista Pulgarcito, l'any 1949. Quan es publica per primera vegada el seu nom és El Loco Carioco, però a la dècada dels anys 1960, el nom queda com el més popular i conegut Carioco. L'autor del guió i el dibuix és Carlos Conti (1916-1975).

## Argument i trajectòria editorial
Carioco, amb el transcurs dels anys, va perdent la seva faceta de boig. L'etiqueta de boig, no solament desapareix del títol sinó també de les seves històries.
En els seus inicis el personatge era molt desmarxat i extravagant, és amb el temps que es torna més convencional i s'acosta a les pautes socials més convencionals. Tot i això no deixa de ser un personatge amb un punt d'ingenuïtat i generositat, malgrat això no deixa de ser una mica excèntric.
Carioco, és un personatge absolutament solitari. Per la qual cosa no i a personatges secundaris. Interactua amb la resta de la societat però sense que cap dels personatges repeteixin a les seves històries.

## Publicacions
| Publicació                 | Any                     | Editorial               | Als Números | Notes |
| -------------------------- | ----------------------- | ----------------------- | --- | ----- |
| Pulgarcito                 | 1946-1981               | Editorial Bruguera,S.A. | 28,41,42,79,1995,2004,2016,2034,2038,2039,2052,2055,2116,2127,2128, 2131,2139,2152,2153,2159,2280,2368,2439,2457,2460,2464,2465 |       |
| Super Pulgarcito           | 1949-1951               | Editorial Bruguera,S.A. | 22, 23, 24 |       |
| Magos de la risa           | 1950 - 1951             | Editorial Bruguera,S.A. | 3,17,22,32 |       |
| Pirulete                   | 1952-1953               | Editorial Bruguera,S.A. | 26 |       |
| Tio Vivo 2 epoca           | 1961-1981               | Editorial Bruguera,S.A. | 56,59 |       |
| Tio Vivo 2 epoca           | Editorial Bruguera,S.A. | Editorial Bruguera      | Diversos números |       |
| DDT                        | 1975                    | Editorial Bruguera,S.A. | 51,58,62,64,65,66,69,74,87,88,91,97,99,101,105,112, 118,121,137,177,187,218,233,417,450,529                                     |       |
| Super Pulgarcito           | 1970-1983               | Editorial Bruguera,S.A. | 76,77,82,86,106,117,132 |       |
| Mortadelo Gigante          | 1974                    | Editorial Bruguera,S.A. | |       |
| Mortadelo Especial         | 1975                    | Editorial Bruguera,S.A. | |       |
| Sacarino, Super / Sacarino | 1975                    | Editorial Bruguera,S.A. | |       |
| Clásicos del Humor         | 209                     | Editorial RBA           | |       |